# Triplectides elongatus
Triplectides elongatus är en nattsländeart som beskrevs av Banks 1939. Triplectides elongatus ingår i släktet Triplectides och familjen långhornssländor. Inga underarter finns listade i Catalogue of Life.